# سنديون (القليوبية)
سنديون إحدى قرى مركز قليوب التابع لمحافظة القليوبية بجمهورية مصر العربية.

## التاريخ
ذكرها علي مبارك في كتابه الخطط التوفيقية، حيث ذكر أنها قرية في مديرية القليوبية بقسم قليوب، وأن بها جامع بمئذنة وبستان.

## السكان
بلغ عدد سكان سنديون 27,871 نسمة، حسب الإحصاء الرسمي لعام 2006.